# Primi baci - Quando l'amore fa sognare
Primi baci - Quando l'amore fa sognare (Mein erster Freund, Mutter und ich) è un film TV tedesco del 2003 di Annette Ernst con Andrea Sawatzki.

## Trama
Nicole, una ragazza molto insicura e paurosa, una sera in discoteca, nota un ragazzo molto
simpatico e affascinante, di cui però non conosce il nome; cerca di avvicinarlo ma senza successo. Il giorno dopo scopre che è un suo nuovo compagno di classe di nome Daniel ed il professore lo sistemerà subito vicino a lei. Ma sua madre Sonja tenta in tutti i modi di ostacolare la sua relazione con il ragazzo, iniziata da poco mentre studiavano insieme. Solo alla fine Sonja capirà che Daniel è diverso da tutti gli altri ragazzi e non ha mai cercato di tradire o ferire in alcun modo Nicole e darà così il permesso alla figlia di frequentarlo.